# Chloroflexus aurantiacus
Chloroflexus aurantiacus es una bacteria fotosintética aislada en fuentes hidrotermales, que pertenece al grupo de las bacterias verdes no sulfurosas. Este organismo es termófilo y puede crecer a temperaturas comprendidas entre 35 y 70 °C. Puede sobrevivir en la oscuridad si hay disponible oxígeno. Cuando crece en la oscuridad, Chloroflexus aurantiacus toma un color anaranjado oscuro, mientras que si crece en la luz del sol, es de color verde oscuro. Las bacterias individuales tienden a formar a colonias filamentosas encerradas en envolturas, que se conocen con el nombre de tricomas.

## Fisiología
Chloroflexus es un género de organismos fototrofos anoxigénicos filamentosos (FAP) Gram-negativos que utilizan centros reactivos fotosintéticos de tipo II, que contienen bacterioclorofila "a" similar a la de las bacterias púrpuras, y clorosomas captadores de luz, que contienen bacterioclorofila "c" similar a la de las bacterias verdes del azufre del filo Chlorobi.
Como su nombre indica, estos fototrofos no producen oxígeno como subproducto de la fotosíntesis, en contraste con los fototrofos 
nes durante la fototrofía, Chloroflexus spp. utiliza compuestos de azufre reducidos tales como sulfuro de hidrógeno, tiosulfato o azufre elemental. El nombre de bacteria verde no del azufre es desafortunado pues sugiere que no usan azufre, cosa que no es verdad. También puede también utilizar hidrógeno (H2) como fuente de electrones.
Se supone que Chloroflexus aurantiacus crece fotoheterotróficamente en la naturaleza, pero tiene la capacidad de fijar carbono inorgánico con crecimiento fotoautótrofo. En vez de usar el ciclo de Calvin-Benson-Bassham típico de las plantas, se ha descubierto que Chloroflexus aurantiacus utiliza un camino autótrofo conocido como ruta del 3-hidroxipropionato o Ruta del Hidroxipropionato.
La cadena de transporte de electrones para Chloroflexus spp. todavía no se conoce por completo. Particularmente, Chloroflexus aurantiacus no se ha demostrado que tenga un complejo citocromo bc1, y puede que utilice otras proteínas para reducir el citocromo c.

## Evolución de la fotosíntesis
Chloroflexus aurantiacus es interesante en el estudio de la evolución de la fotosíntesis. La fotosíntesis en los eucariontes es relativamente reciente y se puede remontar a los acontecimientos endosimbióticos en los cuales los eucariontes no fotosintéticos internalizaron procariontes fotosintéticos. 

### Hipótesis de la respiración temprana
La cuestión de como surgió la fotosíntesis en las bacterias es complicada por el hecho de que existen varios tipos de sistemas de captura de energía lumínica. Chloroflexus aurantiacus es interesante en la búsqueda de los orígenes del centro de reacción fotosintético de tipo II. Una teoría sugiere que las bacterias con transporte de electrones respiratoria "inventaron" la fotosíntesis acoplando el sistema de captura de la energía lumínica a la cadena de transporte de electrones respiratoria preexistente. Este es el caso de organismos como Chloroflexus aurantiacus que pueden sobrevivir usando tanto la respiración como la fotosíntesis.